# Aderus accrensis
Aderus accrensis es una especie de coleóptero de la familia Aderidae. La especie fue descrita científicamente por George Charles Champion en 1924.

## Distribución geográfica
Habita en Sudáfrica.